# SS Arezzo
Die Società Sportiva Arezzo (bis Mai 2018 Unione Sportiva Arezzo, bis Juli 2012 Associazione Sportiva Dilettantistica Atletico Arezzo, bis Juli 2010 Associazione Calcio Arezzo, bis April 1993 Unione Sportiva Arezzo) ist ein italienischer Fußballclub aus der toskanischen Stadt Arezzo. Die Vereinsfarbe ist Amaranto (bordeauxrot). Als Stadion dient dem Verein das Stadio Città di Arezzo, das 15.128 Zuschauern Platz bietet.

## Geschichte

### Die Anfänge
| Das erste Trikot |

Im Jahr 1917 begannen einige junge Aretiner (u. a. Giuliattini, Troianis, Pichi, Livi, Stocchi, Pignatelli, Marcucci, Baratti) damit, ein Fußballteam auf die Beine zu stellen; sie benannten ihre Mannschaft: Società football aretina (abgekürzt S.f.a.), als Vereinsfarben wählten sie Azurblau und Weiß. Beinahe zur selben Zeit formierte sich in einem anderen aretiner Quartier eine weitere Fußballmannschaft, sie trug den Namen Pro Arezzo Esperia und besaß rot-schwarze Trikots.
Diese beiden Mannschaften schlossen sich am 10. September 1923 zur Juventus F.B.C. Arezzo zusammen, der Name wurde von zwei Spielern (den Gebrüdern Arpino) vorgeschlagen, welche Fans von Juventus Turin waren. Damals leitete Giuseppe Giannini mehrheitlich die Geschicke des Vereins, er fungierte als Präsident, Trainer, Buchhalter, Sekretär und zudem als Elektriker. Die Spieler der Juventus F.B.C. Arezzo verdienten damals nichts, mangels Sponsoren mussten sie im Gegenteil sogar einen monatlichen Mitgliederbeitrag von 50 Centesimi bezahlen, dies damit die Fahrt zu Auswärtsspielen finanziert werden konnte.

### Erste Erfolge (1924 bis 1935)
1924 nahm der Verein in der IV Division der Toskana erstmals an einer offiziellen Meisterschaft teil. Im selben Jahr gewann die Juventus F.B.C. Arezzo die Coppa Livi, dabei setzte man sich gegen die beiden aretiner Fußballmannschaften Subbiano (Resultat 1:0) und Castiglionese (Resultat 3:0) durch. In der Folge gewann das Team am 12. August 1924 auch die Trofeo Melloni; in Florenz besiegte man hierbei Porta Romana.
Kurze Zeit später schloss sich die 1918 in Arezzo gegründete Esperia Juventus F.B.C. Arezzo an, im Jahr darauf schloss sich auch Etruria dem Verein an und gemeinsam wurde eine neuerliche Saison in der IV Division der Toskana in Angriff genommen. Am Ende der Saison 1926/27 belegte Juventus F.B.C. Arezzo den zweiten Platz, hinter Borgo San Lorenzo, im Entscheidungsspiel, das in Viareggio gegen Pietrasanta ausgetragen wurde, setzte man sich erfolgreich durch. Nachdem sich die zwei Mannschaften im ersten Spiel noch 0:0 getrennt hatten (Juventus F.B.C. Arezzo spielte dabei während fast dem gesamten Spiel nur mit acht Mann, dies aufgrund zweier Verletzungen und einer roten Karte), gewannen sie das zweite Spiel 3:0. Somit stieg Arezzo zum ersten Mal in ihrer noch jungen Geschichte auf.
Während jener Zeit entwickelten die Fans von Juventus F.B.C. Arezzo einen neuen Fangesang. Dieser lautete: Noi abbiamo le gambe alate ed il calcio in gol sicuro. Noi siamo dell’Arezzo dell’Arezzo F.B.C. Hip. Hip. Hurrà! Noi siamo dell’Arezzo che sempre vincerà! (dt. Unsere Beine sind beflügelt und der Ball im Tor. Wir gehören zu Arezzo zur Arezzo F.B.C. Hip. Hip. Hurra! Wir gehören zu Arezzo, dass immer gewinnen wird!).
In der Folge-Saison 1927/28 gewann Juventus F.B.C. Arezzo mit sechs Punkten Vorsprung ihre Gruppe in der III Division der Toskana. Da man sich auch in den Entscheidungsspielen durchsetzen konnte, stieg die Mannschaft erneut auf. Am Ende der Saison wurden die Vereinsfarben in Gelb-Schwarz abgeändert. In der Folge konnte der Verein zum ersten Mal überhaupt zwei Spieler von einem anderen Klub verpflichten. In der Saison 1929/30 konnte man sich in der Gruppe F der II Division der Toskana auf dem neunten Platz klassieren.
Am 9. September 1930 wurde der Verein in US Arezzo umbenannt. 1931 stieg der Verein in die I Division der Toskana auf, wo man nun auf namhafte Gegner wie Grosseto, Ancona Calcio, Robur Siena (heute AC Siena), Ascoli Calcio und auch die bei den Anhängern von Arezzo meistgehasste Mannschaft, den AC Perugia, traf. Jedoch konnte sich der Verein nur zwei Jahre dort halten und stieg bereits 1933 wieder ab. In der Saison 1933/34 spielte die US Arezzo zum ersten Mal im neueröffneten Stadio G. Mancini. Im Jahr 1934 kam dem neuen Stadion eine besondere Ehre zuteil, es diente anlässlich einer Etappe des Giro d’Italia als Zielort.

### Von 1935 bis 2010
US Arezzo wurde 1935 in die neu gegründete Serie C aufgenommen. Diese musste der Verein 1952 verlassen, 1958 gelang die Rückkehr. Danach blieb der Verein bis zu seiner Auflösung im Jahre 2010 immer mindestens drittklassig.
In den Jahren 1966, 1969, 1982 und 2004 gelang jeweils der Aufstieg in die zweitklassige Serie B. Dort spielte der Verein insgesamt 16 Jahre lang, siehe Ewige Tabelle der Serie B. Die Saison 1983/84 wurde auf dem 5. Tabellenplatz abgeschlossen, das blieb bis heute die höchste Platzierung des Vereins in der Serie B. Noch 2006 wurde der 7. Platz erreicht, der letzte Abstieg erfolgte bereits ein Jahr später 2007 auf dem 20. Platz.

### Neugründung 2010
Nach der Saison 2009/10, die auf dem vierten Platz in der Lega Pro Prima Divisione (Girone A) abgeschlossen wurde, wurde der Verein nach dem verfehlten Wiederaufstieg in die Serie B aufgrund von finanziellen Problemen vom Spielbetrieb ausgeschlossen und in die fünftklassige Serie D eingestuft. Im Juli 2010 wurde der Verein als ASD Atletico Arezzo wiedergegründet und erneut in die fünftklassige Serie D eingestuft.

## Wissenswertes
- Bereits vor der Gründung der Juventus F.B.C. Arezzo wurden in Arezzo Fußballspiele ausgetragen, so hat Giuseppe Garibaldi und seine Truppen bereits am 21. Juli 1849 in Arezzo einem Fußball-Derby zwischen Monte San Savino und einer aretiner Auswahl beigewohnt.
- Anlässlich der Trofeo Melloni im Jahre 1924 hatte die Mannschaft der Juventus F.B.C. Arezzo so wenig Geld zur Verfügung, dass dieses nur für 10 Mittagessen reichte, deshalb konnten sich nur die 10 Feldspieler verköstigen. Der Präsident, der Trainer, der Torwart und die Ersatzspieler traten somit mit leerem Magen beim Turnier an, trotzdem konnte die Juventus F.B.C. Arezzo das Turnier für sich entscheiden.
- Eine traditionelle Feindschaft pflegen die Fans der SS Arezzo mit den Fans der AC Perugia und mit der Fanschaft der AC Pisa, befreundet sind sie dagegen mit den Fans der AC Siena.

## Ehemalige Spieler
- Elvis Abbruscato
- Luca Antonini
- Fabio Bazzani
- Francesco Benussi
- Pierpaolo Bisoli
- Amedeo Carboni, Verteidiger, 22 Spiele – 1 Tor
- Luigi Cevenini 1938/39, Verteidiger, 4 Spiele
- Stefano Colantuono
- Roberto De Zerbi
- Marco Di Loreto 1995/96 – 1999/00, Verteidiger, 120 Spiele – 4 Tore
- Mario Frick 2000–2001, Stürmer, 23 Spiele – 17 Tore
- Giuliano Giuliani 1976–1980, Torhüter 52 Spiele – keine Tore
- Francesco Graziani 1970–1973, Stürmer, 48 Spiele – 11 Tore
- Fernando Orsi
- Giuseppe Papadopulo
- Manuel Pasqual 2001/02 – 2004/05, Verteidiger, 108 Spiele – 3 Tore
- Andrea Ranocchia
- Gionatha Spinesi 2004/05, Stürmer, 39 Spiele – 22 Tore
- Moreno Torricelli 2004/05, Verteidiger, 25 Spiele – 1 Tor
- Marco Villa 2003 – 01/2005, Stürmer

## Trainer
- Omero Tognon (1967–1970)
- Lauro Toneatto (1975–1976)
- Giuseppe Chiappella (1984–1985)
- Serse Cosmi (1995–2000)
- Antonio Cabrini (2000–2001)
- Enzo Ferrari (2001–2002)
- Antonio Conte (2006)
- Maurizio Sarri (2006–2007)
- Antonio Conte (2007)
- Giuseppe Galderisi (2009–2010)

## Erfolge
- Coppa Italia Serie C: 1981
- Supercoppa di Lega di Serie C1: 2004